# Drzewiany
r
Drzewiany [dʐɛˈvjanɨ] (deutsch Drawehn) ist ein Dorf in der Stadt- und Landgemeinde Bobolice (Bublitz) im Powiat Koszaliński (Kösliner Kreis) der polnischen Woiwodschaft Westpommern.

## Geographische Lage
Das Kirchdorf liegt in Hinterpommern, 8 km nordöstlich von Bobolice (Bublitz), 40 km südöstlich von Koszalin (Köslin) und 153 km nordöstlich der Regionalhauptstadt Stettin (Szczecin).

Darwehn, südöstlich von Köslin zwischen Bublitz und Rummelsburg, auf einer Landkarte von 1910

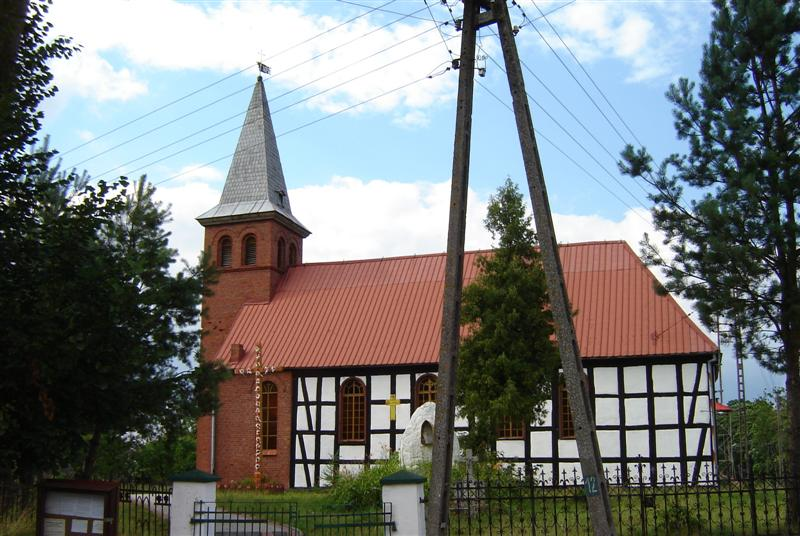
Dorfkirche, bis 1945 evangelisch (Aufnahme 2005)

## Geschichte
Drawehn, das 1492 in Urkunden des Bistums Cammin erwähnt wurde, war Stammsitz und ältestes Lehen der alteingesessenen hinterpommerschen Familie Lettow  und bestand aus den beiden Rittergütern A und B sowie einem Kirchdorf. Nach dem Vergleich vom 7. Januar 1712 verkaufte Adam von Lettow einen Teil des Gutes A erblich dem Oberstlieutenant Christian von Lettow als seinem Lehnsnachfolger. Dessen Sohn Georg Wilhelm von Lettow erbte nicht nur diesen Teil und einen Teil des alten Lettowschen Lehens Hohenborn von seinem Vater, sondern auch einen anderen Teil des Gutes Drawehn A und einen anderen Teil des alten Lettowschen Lehens Klein-Carzenburg A von seinem Oheim Joachim Friedrich von Lettow. Auf Drawehn B saß um 1784 der Lieutenant Christian von Lettow.  1857 kam Edmund von Lettow in den Besitz des Gutes Drawehn A, und seit 1854 besaß Clemens von Lettow das Gut B und außerdem noch das in derselben Gemarkung liegende Rittergut Mühlenkamp.
Am 1. Dezember 1913 wurden auf der 1178,8 Hektar großen Gemarkungsfläche der Landgemeinde Drawehn 117 viehhaltende Haushaltungen gezählt und in den 605,8 Hektar bzw. 400,7 Hektar umfassenden Gutsbezirken Drawehn A und Drawehn B zwanzig bzw. 16 viehhaltende Haushaltungen.
Am 25. März 1926 wurde der Gutsbezirks Drawehn A in die Landgemeinde Drawehn eingegliedert.
Am 1. April 1927 hatte das Gut Drawehn B eine Flächengröße von 527 Hektar und 77 Ar, und am 16. Juni 1925 hatte dieser Gutsbezirk 167 Einwohner. Zu den gleichen Zeiten hatten
- der Gutsbezirk Hohenborn einen Flächeninhalt von 687 Hektar und 33 Ar sowie 188 Einwohner[7]
- der Gutsbezirk Klein Karzenburg A und D einen Flächeninhalt von 262 Hektar und 42 Ar sowie zwanzig Einwohner[8]
- der Gutsbezirk Klein Karzenburg B einen Flächeninhalt von 360 Hektar und 01 Ar sowie 37 Einwohner[9] und
- der Gutsbezirk Mühlenkamp einen Flächeninhalt von 607 Hektar und 21 Ar sowie 162 Einwohner.[10]

Am 30. September 1928 wurden die Gutsbezirke Drawehn B, Hohenborn, Klein Karzenburg A u. D und Mühlenkamp in die Landgemeinde Drawehn eingegliedert.
Anfang der 1930er Jahre hatte die Landgemeinde Drawehn eine Flächengröße von 36,9 km². Innerhalb der Gemeindegrenzen standen insgesamt 189 bewohnte Wohnhäuser an elf verschiedenen Wohnstätten:
1. Barenkaten
2. Buschhof
3. Drawehn
4. Galantha
5. Gut Trebin
6. Hohenborn
7. Hohenborner Mühle
8. Johannishof
9. Mühlenkamp
10. Straßenhof
11. Vettrinchen

Um 1935 hatte Drawehn u. a. ein Gasthaus, ein Bankgeschäft, ein Baugeschäft, zwei Gemischtwarenläden, eine Metzgerei, eine Molkerei, zwei Mühlen, eine Schmiede, eine Stellmacherei und eine Tischlerei.
Im Jahr 1945 gehörte Drawehn zum Landkreis Köslin im Regierungsbezirk Köslin der preußischen Provinz Pommern des Deutschen Reichs und war Sitz des Amtsbezirks Drawehn. Das Standesamt war in Drawehn.
Gegen Ende des Zweiten Weltkriegs wurde die Region um Drawehn im Frühjahr 1945 von der Roten Armee besetzt. Anschließend wurde Drawehn zusammen mit ganz Hinterpommern von der Sowjetunion der Volksrepublik Polen zur Verwaltung überlassen. Es begann danach die Zuwanderung polnischer und ukrainische Migranten, die anfangs vorwiegend aus Gebieten östlich der Curzon-Linie kamen. Der Ortsname Drawehn wurde zu „Drzewiany“ polonisiert. Die einheimische Dorfbevölkerung  wurde bis 1947 von der polnischen Verwaltungsbehörde aus Drawehn vertrieben.

### Demographie
| Jahr | Einwohner | Anmerkungen |
| ---- | --------- | --- |
| 1818 | 213       | Kirchdorf, adlige Besitzung; mit Torfmooren, Kalkbrüchen und Eisenerzlager, dazu gehört das Vorwerk Mühlenkamp mit 123 Einwohnern |
| 1831 | 620       | Dorf, mit 67 Häusern, einer Mutterkirche und einem Patrimonialgericht, adlige Besitzung; dazu Vorwerk Mühlenkamp                  |
| 1861 | 803       | in 154 Familien |
| 1864 | 953       | am 3. Dezember, Dorf und Gut A zusammen, auf Arealen von 4729 bzw. 2377 Morgen                                                    |
| 1867 | 865       | Dorf (569 Einwohner), Gut A (135 Einwohner) und Gut B (161 Einwohner)                                                             |
| 1871 | 912       | am 1. Dezember, Dorf (663 Einwohner), Gut A (155 Einwohner) und Gut B (94 Einwohner), sämtlich Evangelische                       |
| 1885 | 928       | [ 18 ] |
| 1910 | 924       | am 1. Dezember, davon 678 im Dorf, 129 im Gut A und 117 Einwohner im Gut B                                                        |
| 1925 | 1361      | darunter 1348 Evangelische und ein Katholik; nach anderen Angaben 985 Einwohner                                                   |
| 1933 | 1293      | [ 18 ] |
| 1939 | 1222      | [ 18 ] |

| Jahr | Einwohner | Anmerkungen |
| ---- | --------- | ----------- |
| 2020 | 340       | [ 21 ]      |

## Kirche

### Dorfkirche
Die Dorfkirche, eine Fachwerkkirche, wurde im Jahr 1696 fertiggestellt. Bis 1945 diente sie als evangelisches Gotteshaus.
Nach 1945 wurde das Kirchengebäude zugunsten der Katholischen Kirche in Polen zwangsenteignet.

### Kirchspiel bis 1945
Die vor 1945 in Drawehn anwesenden Dorfbewohner waren größtenteils evangelischer Konfession. Die evangelischen Einwohner gehörten zum evangelischen Kirchspiel Drawehn im Kirchenkreis Schlawe in der Kirchenprovinz Pommern der Evangelischen Kirche der Altpreußischen Union. Der Bestand an Kirchenbüchern reichte bis 1768 zurück.
Das katholische Kirchspiel war in Pollnow, Kreis Schlawe.

### Kirchspiel seit 1946
Die seit 1945 und Vertreibung der Einheimischen hier lebende polnische Dorfbevölkerung ist größtenteils römisch-katholisch und gehört der Römisch-katholischen Kirche in Polen an.
Hier lebenden evangelische Kirchenglieder werden von der Evangelisch-Augsburgischen Kirche in Polen betreut. Das zuständige Pfarramt ist das der Kreuzkirche in Słupsk (Stolp).

## Persönlichkeiten
- Witzke von Vorbeck (* um 1379), war Gutsherr auf Groß und Klein Schwirsen, Drawehn, Karzenburg, Klenzin und Plötzig, Polnischer Starost, Rat des Herzogs Bogislaw IX., vermählt mit Anna Osten aus Woldenburg[23]
- Erdmann Ernst Ewald von Lettow-Vorbeck (1760–1794), Königlich Preußischer Lieutenant a. D., vormals im Infanterie-Regiment Graf von Schlieben (Nr. 22), vermählt seit 1786 mit Johanne Amalie von Wedel († 1818), wurde hier geboren[24]